# Ơ
Cette page contient des caractères spéciaux ou non latins. S’ils s’affichent mal (▯, ?, etc.), consultez la page d’aide Unicode.
Ơ (minuscule : ơ), appelé O cornu ou O barbu, est un graphème utilisé dans l’écriture du vietnamien ainsi que du chru, du katu, du koho, du jaraï, du pacoh, du rhade, du roglai du Nord et du tày. Il s'agit de la lettre O diacritée d'une corne.

## Représentations informatiques
Le O cornu peut être représenté avec les caractères Unicode suivants
- précomposé (latin étendu B)[1] :

| formes    | représentations | chaînes de caractères | points de code | descriptions                    |
| --------- | --------------- | --------------------- | -------------- | ------------------------------- |
| capitale  | Ơ               | Ơ                     | U+01A0         | lettre majuscule latine o cornu |
| minuscule | ơ               | ơ                     | U+01A1         | lettre minuscule latine o cornu |

- décomposé (latin de base, diacritiques) :

| formes    | représentations | chaînes de caractères | points de code | descriptions                                |
| --------- | --------------- | --------------------- | -------------- | ------------------------------------------- |
| capitale  | Ơ               | O◌̛                    | U+004F U+031B  | lettre majuscule latine o diacritique cornu |
| minuscule | ơ               | o◌̛                    | U+006F U+031B  | lettre minuscule latine o diacritique cornu |